# Мохамед Аманулла
Мохідін Мохамед Аманулла, відомий також як Мохамед Аманулла — ланкіський футболіст та тренер, виступав на позиції півзахисника.

## Клубна кар'єра
Виступав у місцевих клубах, зокрема в «Ратнамі» та «Саундерсі».

## Кар'єра в збірній
Виконував функції капітана національної збірної Шрі-Ланки. Аманулла допоміг Шрі-Ланці виграти Кубок Південної Азії 1995, у фінальній частині якого відзначився 3-а голами.

## Кар'єра тренера
З жовтня 2009 по 22 лютого 2010 року очолював національну збірну Шрі-Ланки. Також тренував такі клуби як «Реновн» та «Саундерс» .

## Досягнення

### Як гравця
національна збірна
- Золотий кубок Південної_Азії
  -  Володар (1): 1995